# تسرووو (استان بلاگووگراد)
تسرووو (به بلغاری: Tserovo) یک منطقهٔ مسکونی در بلغارستان است که در استان بلاگووگراد واقع شده‌است. تسرووو ۲۰٫۹ کیلومتر مربع مساحت و ۶۹۴ نفر جمعیت دارد و ۷۰۰ متر بالاتر از سطح دریا واقع شده‌است.